# 韻鏡
《韻鏡》是現存最古的韻圖，作者不詳，推測成書於五代時期。北宋時因避宋太祖祖父諱而改名"韻鑑"。南宋張麟之校正刊行（初刊1161年、第二刊1197年、第三刊1203年）。傳入日本後受日本學者詳細研究，產生所謂“韻鏡學”。
汉语音韵学研究一般将《韵镜》视作晚期中古汉语(10至12世纪)音韵的精确反映。《韵镜》的体例本身就代表着这一时期中国人对自身语言的认识的一次飞跃，据信受到了隋唐时期传入中国的梵语音韵论述和悉昙文曼怛罗作品的影响。

## 內容
韻鏡基本遵從廣韻體系，將廣韻206韻分為16攝，根據韻頭的差異（等呼）分為43轉：通攝（4轉）、江攝（1轉）、止攝（7轉）、遇攝（2轉）、蟹攝（4轉）、臻攝（4轉）、山攝（4轉）、效攝（2轉）、果攝（2轉）、假攝（2轉）、宕攝（2轉）、梗攝（4轉）、流攝（2轉）、深攝（1轉）、咸攝（3轉）、曾攝（2轉）。每張圖根據轉與呼命名為「内轉第一開」等。横軸根據聲母分為七音，又根據清濁各分為四類。縱軸依廣韻韻目及四等安排。表中每格填以廣韻中音節的代表字，不存在的音節以圈表示。

### 行(韵)

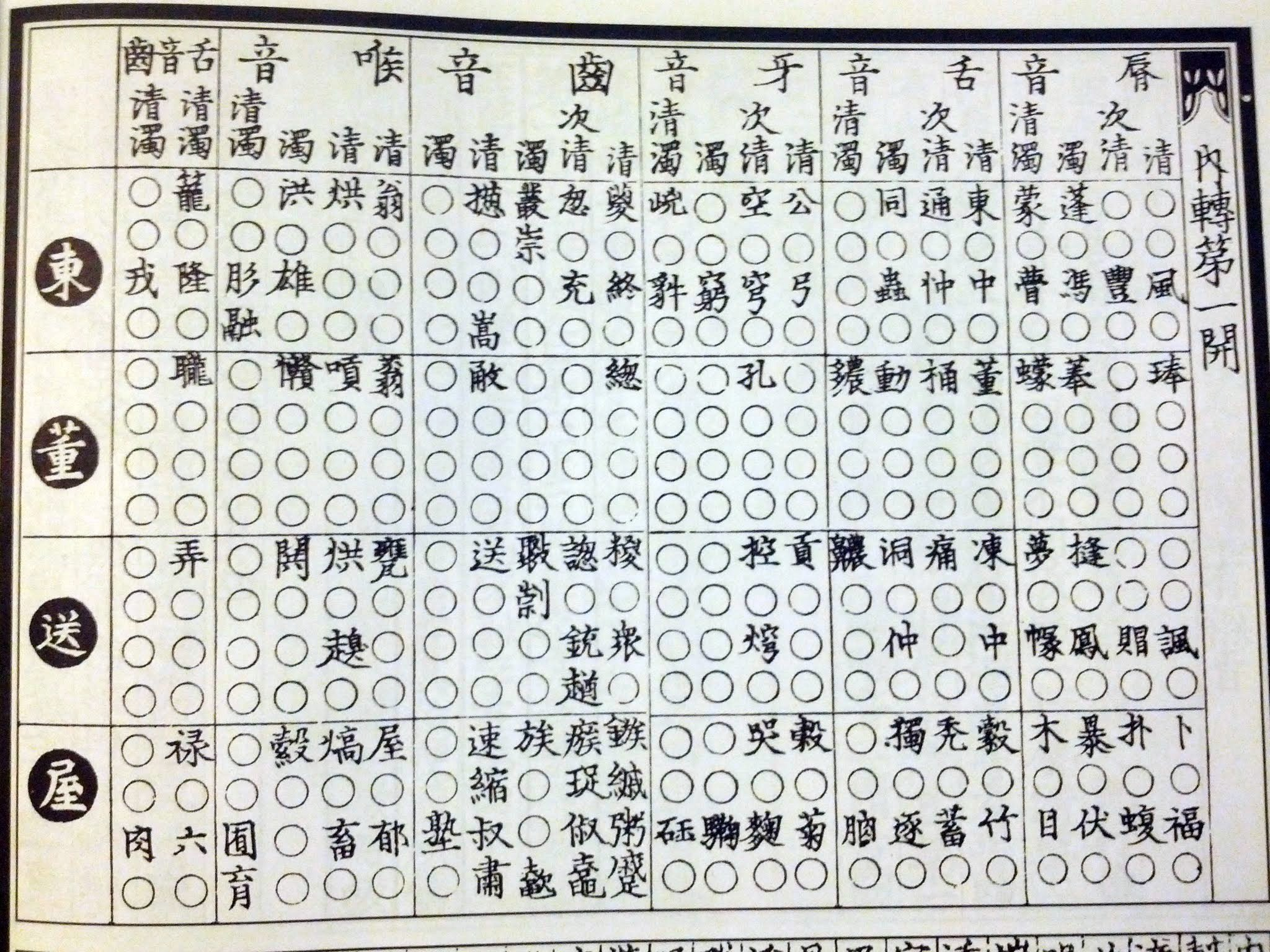
《韵镜》第一表

《韵镜》每张表都首先被分为4大行，对应四声。:42。右图中，第一行平声即是平声“东”韵，第二行上声即是上声“董”韵，第三行去声即是去声“送”韵。第四行入声即是入声“屋”韵(粤语：uk1)。
每个大行又分为4个等，其划分依据似与其介音和主元音有关。:42

### 列(声)
每张表分为6大列，表示音节声母的调音部位：
- 唇音
- 舌音
- 牙音
- 齒音
- 喉音
- 舌齒音

大列以调音方法分为2~5个小列：:43
- - 清音——清不送气
  - 次清——清送气
  - 濁——浊音
  - 清濁——鼻音、邊音或半元音

《韵镜》的表格只有23列，是部分列通过填补空缺的方式归纳音位形成的。其他韵图，如《切韻指掌圖》就没有这样做，而是照原样列出所有36列。:43

## 阅读更多
- Coblin, W. South. "Northwest reflections on the Yunjing." T’oung Pao 82 (1996): 349-363.
- 蒲立本. "Qieyun and Yunjing: The Essential Foundation for Chinese Historical Linguistics." Journal of the American Oriental Society 118.2 (1998): 200-216.

## 外部連結
- 《韵镜》 (扫描)于互联网档案馆
- 《韵镜》 （页面存档备份，存于） (扫描)于中国哲学书电子化计划
- Yunjing: 36 Initials, Marjorie Chan